# Atyriodes
Atyriodes is een geslacht van vlinders van de familie spanners (Geometridae), uit de onderfamilie Sterrhinae.

## Soorten
- A. albiventris Walker, 1856
- A. cyrene Druce, 1885
- A. figulatum Dognin, 1906
- A. isthmica Prout, 1910
- A. jalapae Schaus, 1890
- A. janeira Schaus, 1892
- A. parapostica Dognin, 1900